# Den frivillige milits for national sikkerhed
Den frivillige milits for national sikkerhed (italiensk Milizia Volontaria per la Sicurezza Nazionale, forkortet MVSN) var en paramilitær og fascistisk organisation i Italien før og under 2. verdenskrig. Militsen blev udelukkende brugt af fascistpartiet Partito Nazionale Fascista, og soldaterne sværgede troskab til partilederen Benito Mussolini, ikke til kong Viktor Emmanuel 3. Militsen blev også kaldet camicie nere, «sortskjorter», efter farven på uniformerne. Dette blev senere en fælles benævnelse for en række fascistiske organisationer i og udenfor Italien.
Militsen havde sin oprindelse i de paramilitære gadekæmpere squadristi, som blev grundlagt i 1919, og som i 1922 deltog i marchen mod Rom under Mussolinis statskup i efteråret. Samme år blev squadristi omorganiseret under navnet milizia med underafdelinger kaldet bandiere. 1. februar 1923 blev bevægelsen igen omorganiseret, etter en beslutning i Det fascistiske Storråd, og omdøbt til "den frivillige milits for national sikkerhed". I de følgende 20 år blev korpset Mussolinis personlige hær, som skulle beskytte ham, men sortskjorternes indsats var ofte endnu dårligere end de regulære militærstyrkers, og de forhindrede ikke, at han blev styrtet ved et kup i 1943.
Militsen eksisterede frem til den Italienske våbenhvile i 1943. Salò-republikken, som befandt sig i det nordlige Italien på tysk-besat område, omdannede militsen til Italiens republikanske nationalgarde.